# Carex gibbsiae
Carex gibbsiae là một loài thực vật có hoa trong họ Cói. Loài này được Rendle mô tả khoa học đầu tiên năm 1909.